# Mycetophila argentina
Mycetophila argentina är en tvåvingeart som beskrevs av Lane 1958. Mycetophila argentina ingår i släktet Mycetophila och familjen svampmyggor. Inga underarter finns listade i Catalogue of Life.